# Expédition de Qatan
L’Expédition de Katan, était le premier raid sur la tribu Banu Asad bin Khuzaymah. Il survint directement après la bataille de Hamra al-Asad dans l’année 4 A.H du calendrier islamique. L’expédition fut commandée par Mahomet après qu’il eut reçu des informations selon lesquelles certains membres des Banu Asad bin Khuzaymah planifiaient d’attaquer Médine,,.